# Maike van der Duin
Maike Marleen van der Duin (Assen, 12 de setembro de 2001) é uma ciclista neerlandesa.

## Carreira
Van der Duin já mostrou seu talento na juventude, conquistou 6 vezes o Campeonato Nacional nas categorias juvenis, a primeira vez entre as meninas de 8 anos em 2009. Em 2020 ela correu pela Biehler Krush Pro Cycling e ficou em segundo lugar no scratch durante o Campeonato Europeu de Ciclismo de Pista Sub-21. Em 2021 e 2022 ela jogou pelo britânico Drops-Le Col.
Van der Duin se destacou no Tour de France Femmes 2022 com dois quintos e um sexto lugares nas etapas de sprint. Nas duas primeiras etapas ela vestiu a camisa branca da classificação juvenil e na segunda etapa conquistou a camisa vermelha do Espírito Lutador. No final das contas, ela terminou em décimo primeiro na classificação por pontos e em décimo quinto na classificação juvenil. Em outubro de 2022, conquistou duas medalhas de prata em campeonatos mundiais de atletismo: o omnium e o scratch. Nos Jogos Olímpicos de Verão de 2024, em Paris, conquistou a medalha de bronze na prova madison.